# Pourrières
Pourrières este o comună în departamentul Var din sud-estul Franței. În 2009 avea o populație de 4.457 de locuitori.

## Evoluția populației
| An        | 1975  | 1982  | 1990  | 1999  | 2006  | 2009  |
| --------- | ----- | ----- | ----- | ----- | ----- | ----- |
| Populație | 1.270 | 1.718 | 2.631 | 3.985 | 4.389 | 4.457 |